# Онлайн та офлайн

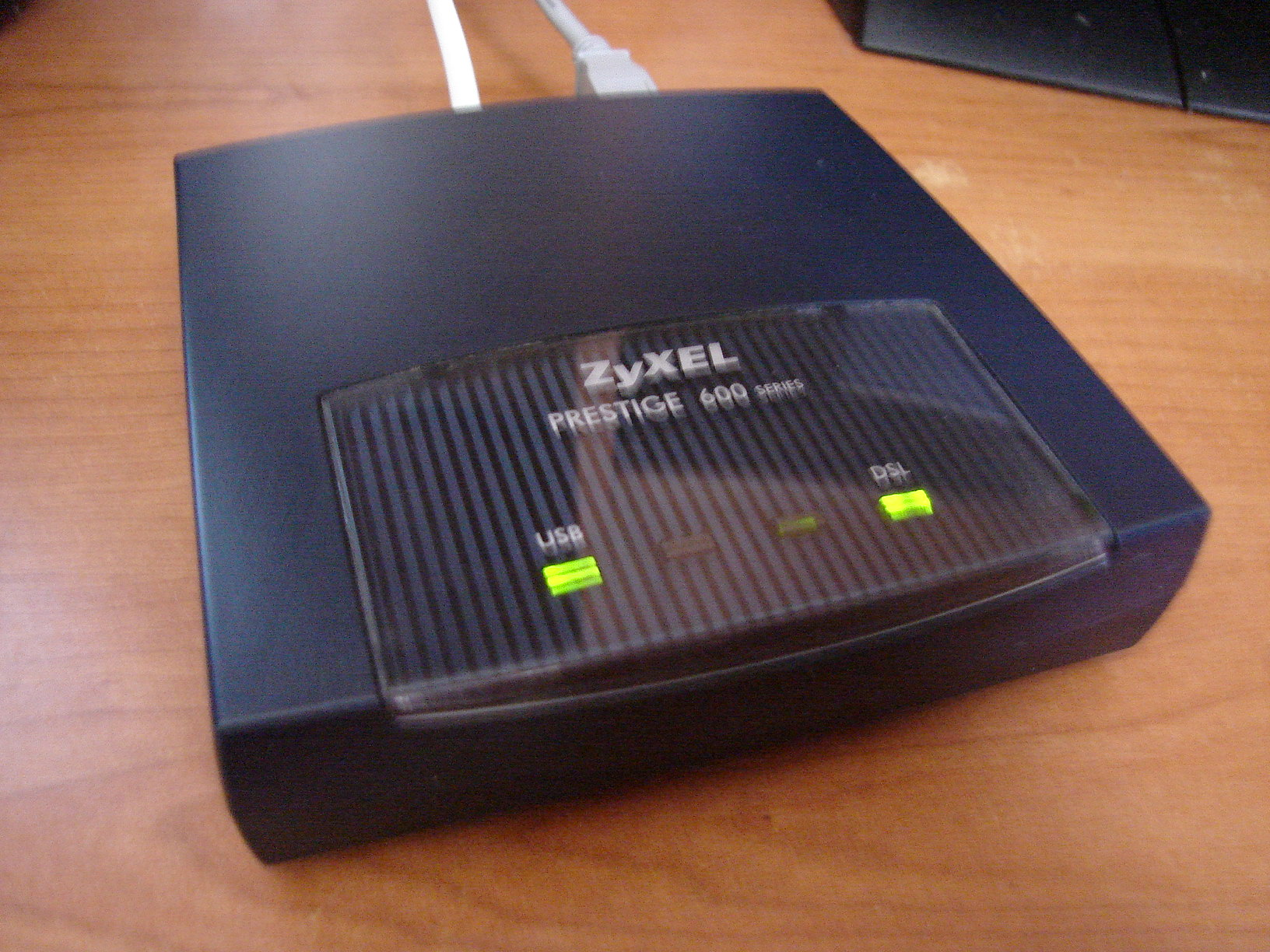
ZyXEL Prestige 600 series DSL - модем

Терміни онлайн (англ. online  ) та офлайн (англ. offline  ) мають значення щодо комп'ютерних технологій і телекомунікацій.

## Визначення
Оксфордський словник визначає «онлайн» (іноді згадується «на лінії»), як «керований або підключений до комп'ютера» або як «діяльність», «служба», яка доступна виключно через Інтернет.
Термін використовується в контексті таких слів, як «особистість», «онлайн-хижак», «онлайн-гра», «онлайн-магазин», «інтернет-банкінг », а також «онлайн-навчання».
В інших словах «онлайн» представлено в контексті з приставками «кібер». Наприклад: «кіберпростір», «кіберзлочинність».
У плані інтернету онлайн вказує на стан підключення, тоді як офлайн — на стан відключення.
У комп'ютерній техніці онлайн означає, що пристрій увімкнено і він готовий до роботи, а офлайн — або вимкнено, або не має з'єднання по мережі зв'язку.

## Приклади

### Електронна пошта
Зі зростом засобів комунікації та ЗМІ, слова офлайн і онлайн використовуються дуже часто.
Якщо користувач месенджера швидко відповідає на повідомлення, то це називається «онлайн-повідомлення», а якщо відповідь на повідомлення надходить пізно, то «офлайн-повідомлення».

### Повідомлення
Онлайн- та офлайн-відмінності були виведені з обчислень і телекомунікацій у сферу людських міжособистісних відносин. Різниця між тим, що є онлайн, і тим, що вважається офлайн, стали предметом вивчення в галузі соціології.
Професор соціології Лондонської школи економіки та політичних наук Дон Слейтер стверджує, що ця різниця є надто простою. Він аргументує це тим, що відмінності у відносинах є складнішими, ніж проста дихотомія онлайн проти офлайн, тому що деякі люди не розділяють онлайн-відносини з офлайн і реальним життям, заводячи друзів по листуванню. Навіть телефон можна розглянути як інтернет-досвід в певних обставинах, бо зараз практично не існує межі між новими технологіями та інтернетом.
У цьому ж контексті наявність людини в мережі називається «онлайн», а її відсутність - «офлайн».

## Онлайн-навчання, офлайн-навчання
При використанні термінів онлайн та офлайн в контексті освітньої діяльності слід розуміти, що у нормативних документах, які регулюють організацію української освіти, вони взагалі не вживаються. Однак під час використання цих термінів у повсякденному спілкуванні мова йде про дистанційне навчання як індивідуалізований процес набуття знань, умінь, навичок і способів пізнавальної діяльності людини, який відбувається в основному за опосередкованої взаємодії віддалених один від одного учасників навчального процесу у спеціалізованому середовищі, що функціонує на базі сучасних психолого-педагогічних та інформаційно-комунікаційних технологій.
Отримання навчальних матеріалів, спілкування між суб'єктами дистанційного навчання під час навчальних занять, що проводяться дистанційно, забезпечується передачею відео-, аудіо-, графічної та текстової інформації у синхронному або асинхронному режимі. При цьому термін онлайн (онлайн-навчання, навчання в режимі онлайн) співвідноситься із синхронним режимом взаємодії між суб'єктами дистанційного навчання, під час якої всі учасники одночасно перебувають у веб-середовищі дистанційного навчання з використанням комп'ютерних технологій у реальному часі (вебінар, відеоконференція, онлайн-семінар, онлайн-урок). Натомість термін офлайн (офлайн-навчання, навчання в режимі офлайн) відповідає асинхронному режиму взаємодії між суб'єктами дистанційного навчання, під час якої учасники взаємодіють між собою із затримкою у часі, застосовуючи при цьому електронну пошту, форум, соціальні мережі тощо. Цей режим навчання передбачає, що здобувач освіти використовує цифрові ресурси для навчання у бажаний, зручний для нього час (відео- чи аудіо-записи, електронна публікація, віртуальна бібліотека).

## Узагальнення
Різниця між онлайн та офлайн розглядається як відмінність між комп'ютерно опосередкованою (мережевою) комунікацією і міжособистісним спілкуванням відповідно. Інтернет — це віртуальність або кіберпростір, а офлайн — реальність (тобто реальне життя або фізичний світ).
З точки зору освітньої діяльності, на відміну від очної форми здобуття освіти, яка передбачає безпосередню участь в освітньому процесі, терміни «онлайн» і «офлайн» стосуються дистанційної, тобто комп'ютерно опосередкованої освітньої взаємодії та відрізняються лише за критерієм режиму спілкування:
- «онлайн» — це комп'ютерно опосередковане спілкування (комунікація, взаємодія) у синхронному режимі;
- «офлайн» — це комп'ютерно опосередковане спілкування (комунікація, взаємодія) в асинхронному режимі (на наш сайт).